# Myrtle Creek
Myrtle Creek è una città degli Stati Uniti d'America situata nel centro dell'Oregon. Fa parte della Contea di Douglas.

## Geografia fisica
Le coordinate geografiche di Myrtle Creek sono 43°01′37″N 113°16′56″W.
Eureka occupa un'area totale di 6.5 km², tutti di terra.

## Società

### Evoluzione demografica
Al censimento del 2010, risultarono 2.439 abitanti, 1.382 nuclei familiari e 930 famiglie residenti in città. Ci sono 1.521 alloggi con una densità di 234,0/km². La composizione etnica della città è 90,7% bianchi, 0.3% neri o afroamericani, 2,11% nativi americani, 0,1% originari delle isole del Pacifico, 0,8% asiatici, 1,2% di altre razze e 4,35% ispanici e latino-americani. Dei 1.382 nuclei familiari il 31,2% ha figli di età inferiore ai 18 anni che vivono in casa, 47,5% sono coppie sposate che vivono assieme, 14,3% è composto da donne con marito assente, e il 32,2% sono non-famiglie. Il 26.4% di tutti i nuclei familiari è composto da singoli 13,7% da singoli con più 65 anni di età. La dimensione media di un nucleo familiare è di 2,46 mentre la dimensione media di una famiglia è di 2,92. La suddivisione della popolazione per fasce d'età è la seguente: 23,3% sotto i 18 anni, 8,4% dai 18 ai 24, 24.2% dai 25 ai 44, 26,6% dai 45 ai 64, e il 17,7% oltre 65 anni. L'età media è di 40.5 anni. Per ogni 100 donne ci sono 91,9 maschi. Per ogni 100 donne sopra i 18 anni, ci sono 84,1 maschi.

## Infrastrutture e trasporti
La città è servita dall'Aeroporto municipale di Myrtle Creek.